# Rogério Salles
José Rogério Salles (Francisco Beltrão, 18 de junho de 1953) é um político brasileiro.

## Biografia
Formado como "Técnico em Contabilidade" e graduado em Economista pela Universidade Federal do Paraná em 1976, possui curso de especialização em Economia Rural e MBA (Marketing Business and Administration) em "Treinamento de Altos Executivos" na Universidade de São Paulo (USP) em 1997.
Militante da política estudantil de resistência ao regime autoritário, Rogério Salles fez parte do antigo MDB (Movimento Democrático Brasileiro), e depois no PMDB. Foi secretário Municipal de Agricultura de Rondonópolis, de 1984 a 1985.
Foi Prefeito municipal de Rondonópolis de março de 1994 a dezembro 1996. Em 1997, ingressou no PSDB e elegeu-se vice-governador do Estado de Mato Grosso na chapa de Dante de OIiveira. Em 2002, Rogério Sales assumiu o governo do estado, após Dante ter renunciado para disputar uma vaga no Senado.